# Сельское поселение «Посёлок Монгохто»
Се́льское поселе́ние «Посёлок Монгохто» — муниципальное образование в Ванинском районе Хабаровского края Российской Федерации.
Административный центр — посёлок Монгохто.

## История
Статус и границы сельского поселения установлены Законом Хабаровского края от 28 июля 2004 года № 208 «О наделении посёлковых, сельских муниципальных образований статусом городского, сельского поселения и об установлении их границ».

## Население
| 2010  | 2011  | 2012  | 2013  | 2014  | 2015  | 2016  |
| ----- | ----- | ----- | ----- | ----- | ----- | ----- |
| 4120  | ↘4088 | ↘4031 | ↘4007 | ↘3940 | ↘3927 | ↘3842 |
| 2017  | 2018  | 2019  | 2020  | 2021  |       |       |
| ↘3832 | ↘3752 | ↘3723 | ↘3697 | ↘3118 |       |       |

## Состав сельского поселения
| № | Населённый пункт | Тип населённого пункта          | Население |
| - | ---------------- | ------------------------------- | --------- |
| 1 | Монгохто         | посёлок, административный центр | ↘3114     |